# Nélida Gómez de Navajas
Nélida Gómez de Navajas (23 de julio de 1927 – 2 de mayo de 2012) fue una activista por los derechos humanos argentina. Fue miembro cofundadora de Abuelas de Plaza de Mayo.

## Biografía
En 1948, se casó con Miguel Ángel Navajas, teniendo dos hijos: Cristina y Jorge. Enviudó en 1970. Era profesora de danzas.
Su hija, Cristina Silvia Navajas de Santucho, fue secuestrada el 13 de julio de 1976 (48 años). Más tarde, se descubrió que Cristina estaba embarazada de dos meses en el momento de su secuestro. Se cree que el nieto de Gómez, nació en Campo de Mayo, en febrero de 1977, fue encontrado el 28 de julio del 2023.
Nélida buscó activamente a su nieto, que siguió faltando por el resto de su vida También dedicó su tiempo al activismo en nombre de su hija y los alrededor de miles de personas que desaparecieron durante el terrorismo de Estado en Argentina en las décadas de 1970 y 1980.
También fue vicepresidenta del "Instituto Multimedia DerHumALC", que organizara el "Festival Internacional de Cine de Derechos Humanos", un Festival de cine sobre Derechos humanos.
Nélida falleció el 2 de mayo de 2012.